# Денніс Роммедаль
Денніс Роммедаль (дан. Dennis Rommedahl, нар. 22 липня 1978, Копенгаген) — данський футболіст, нападник, фланговий півзахисник клубу «Брондбю».
Насамперед відомий виступами за клуб ПСВ, а також національну збірну Данії.
Триразовий чемпіон Нідерландів. Володар Кубка Нідерландів. Чемпіон Греції.

## Клубна кар'єра
У дорослому футболі дебютував 1995 року виступами за команду клубу «Люнгбю», в якій провів два сезони, взявши участь у 26 матчах чемпіонату.
Своєю грою за цю команду привернув увагу представників тренерського штабу нідерландського клубу ПСВ, до складу якого приєднався 1997 року. Відіграв за команду з Ейндговена наступні сім сезонів своєї ігрової кар'єри. Більшість часу, проведеного у складі ПСВ, був основним гравцем команди. Протягом цих років тричі виборював титул чемпіона Нідерландів. Сезон 1997/98 провів в оренді в іншій нідерландській команді, «Валвейку».
Згодом з 2004 по 2011 рік грав у складі команд англійського «Чарльтон Атлетик», нідерландських «Аякса» та «Неймегена», а також грецького «Олімпіакоса». У сладі «Аякса» ставав володарем Кубка Нідерландів, з «Олімпіакосом» став 2010–11.
Влітку 2011 року повернувся на батьківщину, уклавши контракт з клубом «Брондбю».
Надалі спортивний директор ФК «Копенгаген» у якості котрого в Україні проти нього було відкрито справу з невиплати коштів за трансфер Д. Хочолави.

## Виступи за збірні
Протягом 1996—1999 років залучався до складу молодіжної збірної Данії. На молодіжному рівні зіграв у 15 офіційних матчах, забив 4 голи.
2000 року дебютував в офіційних матчах у складі національної збірної Данії. Наразі провів у формі головної команди країни 113 матчів, забивши 21 гол.
У складі збірної був учасником чемпіонату світу 2002 року в Японії і Південній Кореї, чемпіонату Європи 2004 року у Португалії, а також чемпіонату світу 2010 року у ПАР.
| Дата       | Місто        | Господарі            | Результат | Гості                | Турнір                | Голи | Примітки |
| ---------- | ------------ | -------------------- | --------- | -------------------- | --------------------- | ---- | -------- |
| 16/08/2000 | Торсгавн     | Фарерські острови    | 0 – 2     | Данія                | товариський турнір    | -    |          |
| 02/09/2000 | Рейк'явік    | Ісландія             | 1 – 2     | Данія                | Відбір до ЧС 2002     | -    |          |
| 07/10/2000 | Белфаст      | Північна Ірландія    | 1 – 1     | Данія                | Відбір до ЧС 2002     | 1    |          |
| 11/10/2000 | Копенгаген   | Данія                | 1 – 1     | Болгарія             | Відбір до ЧС 2002     | -    |          |
| 15/11/2000 | Копенгаген   | Північна Ірландія    | 2 – 1     | Німеччина            | товариський матч      | 2    |          |
| 24/03/2001 | Валетта      | Мальта               | 0 – 5     | Данія                | Відбір до ЧС 2002     | -    |          |
| 28/03/2001 | Прага        | Чехія                | 0 – 0     | Данія                | Відбір до ЧС 2002     | -    |          |
| 25/04/2001 | Копенгаген   | Словенія             | 3 – 0     | Данія                | товариський матч      | -    |          |
| 02/06/2001 | Копенгаген   | Данія                | 2 – 1     | Чехія                | Відбір до ЧС 2002     | -    |          |
| 06/06/2001 | Копенгаген   | Данія                | 2 – 0     | Мальта               | Відбір до ЧС 2002     | -    |          |
| 15/08/2001 | Нант         | Франція              | 1 – 0     | Данія                | товариський матч      | -    |          |
| 01/09/2001 | Копенгаген   | Данія                | 1 – 1     | Північна Ірландія    | Відбір до ЧС 2002     | 1    |          |
| 05/09/2001 | Софія        | Болгарія             | 0 – 2     | Данія                | Відбір до ЧС 2002     | -    |          |
| 06/10/2001 | Копенгаген   | Данія                | 6 – 0     | Ісландія             | Відбір до ЧС 2002     | 1    |          |
| 10/11/2001 | Копенгаген   | Данія                | 1 – 1     | Нідерланди           | товариський матч      | -    |          |
| 13/02/2002 | Ер-Ріяд      | Саудівська Аравія    | 0 – 1     | Данія                | товариський матч      | -    |          |
| 27/03/2002 | Дублін       | Ірландія             | 3 – 0     | Данія                | товариський матч      | -    |          |
| 17/04/2002 | Копенгаген   | Данія                | 3 – 1     | Ізраїль              | товариський матч      | 1    |          |
| 17/05/2002 | Копенгаген   | Данія                | 2 – 1     | Камерун              | товариський матч      | -    |          |
| 26/05/2002 | Вакаяма      | Данія                | 2 – 1     | Туніс                | товариський матч      | -    |          |
| 01/06/2002 | Ульсан       | Уругвай              | 1 – 2     | Данія                | ЧС 2002 - 1-й етап    | -    |          |
| 06/06/2002 | Тегу         | Данія                | 1 – 1     | Сенегал              | ЧС 2002 - 1-й етап    | -    |          |
| 11/06/2002 | Інчхон       | Данія                | 2 – 0     | Франція              | ЧС 2002 - 1-й етап    | 1    |          |
| 15/06/2002 | Ніїґата      | Данія                | 0 – 3     | Англія               | ЧС 2002 - 1/8 фіналу  | -    |          |
| 21/08/2002 | Глазго       | Шотландія            | 1 – 0     | Данія                | товариський матч      | -    |          |
| 07/09/2002 | Осло         | Норвегія             | 2 – 2     | Данія                | Відбір до ЧЄ 2004     | -    |          |
| 12/10/2002 | Копенгаген   | Данія                | 2 – 0     | Люксембург           | Відбір до ЧЄ 2004     | -    |          |
| 20/11/2002 | Копенгаген   | Данія                | 2 – 0     | Польща               | товариський матч      | -    |          |
| 12/02/2003 | Каїр         | Єгипет               | 1 – 4     | Данія                | товариський матч      | -    |          |
| 29/03/2003 | Бухарест     | Румунія              | 2 – 5     | Данія                | Відбір до ЧЄ 2004     | 2    |          |
| 02/04/2003 | Копенгаген   | Данія                | 0 – 2     | Боснія і Герцеговина | Відбір до ЧЄ 2004     | -    |          |
| 30/04/2003 | Копенгаген   | Данія                | 1 – 0     | Україна              | товариський матч      | -    |          |
| 07/06/2003 | Копенгаген   | Данія                | 1 – 0     | Норвегія             | Відбір до ЧЄ 2004     | -    |          |
| 11/06/2003 | Люксембург   | Люксембург           | 0 – 2     | Данія                | Відбір до ЧЄ 2004     | -    |          |
| 20/08/2003 | Копенгаген   | Данія                | 1 – 1     | Фінляндія            | товариський матч      | -    |          |
| 10/09/2003 | Копенгаген   | Данія                | 2 – 2     | Румунія              | Відбір до ЧЄ 2004     | -    |          |
| 11/10/2003 | Сараєво      | Боснія і Герцеговина | 1 – 1     | Данія                | Відбір до ЧЄ 2004     | -    |          |
| 16/11/2003 | Манчестер    | Англія               | 2 – 3     | Данія                | товариський матч      | -    |          |
| 28/04/2004 | Копенгаген   | Данія                | 1 – 0     | Шотландія            | товариський матч      | -    |          |
| 30/05/2004 | Таллінн      | Естонія              | 2 – 2     | Данія                | товариський матч      | -    |          |
| 05/06/2004 | Копенгаген   | Данія                | 1 – 2     | Хорватія             | товариський матч      | -    |          |
| 14/06/2004 | Гімарайш     | Данія                | 0 – 0     | Італія               | ЧЄ 2004 - 1-й етап    | -    |          |
| 18/06/2004 | Брага        | Болгарія             | 0 – 2     | Данія                | ЧЄ 2004 - 1-й етап    | -    |          |
| 22/06/2004 | Порту        | Данія                | 2 – 2     | Швеція               | ЧЄ 2004 - 1-й етап    | -    |          |
| 27/06/2004 | Порту        | Чехія                | 3 – 0     | Данія                | ЧЄ 2004 - чвертьфінал | -    |          |
| 18/08/2004 | Познань      | Польща               | 1 – 5     | Данія                | товариський матч      | -    |          |
| 09/10/2004 | Тирана       | Албанія              | 0 – 2     | Данія                | Відбір до ЧС 2006     | -    |          |
| 13/10/2004 | Копенгаген   | Данія                | 1 – 1     | Туреччина            | Відбір до ЧС 2006     | -    |          |
| 17/11/2004 | Тбілісі      | Грузія               | 2 – 2     | Данія                | Відбір до ЧС 2006     | -    |          |
| 09/02/2005 | Афіни        | Греція               | 2 – 1     | Данія                | Відбір до ЧС 2006     | 1    |          |
| 30/03/2005 | Київ         | Україна              | 1 – 0     | Данія                | Відбір до ЧС 2006     | -    |          |
| 02/06/2005 | Тампере      | Фінляндія            | 0 – 1     | Данія                | товариський матч      | -    |          |
| 08/06/2005 | Копенгаген   | Данія                | 3 – 1     | Албанія              | Відбір до ЧС 2006     | -    |          |
| 17/08/2005 | Копенгаген   | Данія                | 4 – 1     | Англія               | товариський матч      | 1    |          |
| 03/09/2005 | Стамбул      | Туреччина            | 2 – 2     | Данія                | Відбір до ЧС 2006     | -    |          |
| 07/09/2005 | Копенгаген   | Данія                | 6 – 1     | Грузія               | Відбір до ЧС 2006     | -    |          |
| 08/10/2005 | Копенгаген   | Данія                | 1 – 0     | Греція               | Відбір до ЧС 2006     | -    |          |
| 12/10/2005 | Алмати       | Казахстан            | 1 – 2     | Данія                | Відбір до ЧС 2006     | -    |          |
| 16/08/2006 | Оденсе       | Данія                | 2 – 0     | Польща               | товариський матч      | 1    |          |
| 01/09/2006 | Копенгаген   | Данія                | 4 – 2     | Португалія           | товариський матч      | -    |          |
| 06/09/2006 | Рейк'явік    | Ісландія             | 0 – 2     | Данія                | Відбір до ЧЄ 2008     | 1    |          |
| 11/10/2006 | Вадуц        | Ліхтенштейн          | 0 – 4     | Данія                | Відбір до ЧЄ 2008     | -    |          |
| 06/02/2007 | Лондон       | Данія                | 3 – 1     | Австралія            | товариський матч      | -    |          |
| 24/03/2007 | Мадрид       | Іспанія              | 2 – 1     | Данія                | Відбір до ЧЄ 2008     | -    |          |
| 28/03/2007 | Дуйсбург     | Німеччина            | 0 – 1     | Данія                | товариський матч      | -    |          |
| 02/06/2007 | Копенгаген   | Данія                | 0 – 3     | Швеція               | Відбір до ЧЄ 2008     | -    |          |
| 06/06/2007 | Рига         | Латвія               | 0 – 2     | Данія                | Відбір до ЧЄ 2008     | 2    |          |
| 22/08/2007 | Орхус        | Данія                | 0 – 4     | Ірландія             | товариський матч      | -    |          |
| 08/09/2007 | Стокгольм    | Данія                | 0 – 0     | Швеція               | Відбір до ЧЄ 2008     | -    |          |
| 12/09/2007 | Орхус        | Данія                | 4 – 0     | Ліхтенштейн          | Відбір до ЧЄ 2008     | -    |          |
| 13/10/2007 | Орхус        | Данія                | 1 – 3     | Іспанія              | Відбір до ЧЄ 2008     | -    |          |
| 17/10/2007 | Копенгаген   | Данія                | 3 – 1     | Латвія               | Відбір до ЧЄ 2008     | 1    |          |
| 17/11/2007 | Белфаст      | Північна Ірландія    | 2 – 1     | Данія                | Відбір до ЧЄ 2008     | -    |          |
| 21/11/2007 | Копенгаген   | Данія                | 3 – 0     | Ісландія             | Відбір до ЧЄ 2008     | -    |          |
| 06/02/2008 | Нова Гориця  | Словенія             | 1 – 2     | Данія                | товариський матч      | -    |          |
| 26/03/2008 | Гернінг      | Данія                | 1 – 1     | Чехія                | товариський матч      | -    |          |
| 29/05/2008 | Ейндговен    | Нідерланди           | 1 – 1     | Данія                | товариський матч      | -    |          |
| 01/06/2008 | Хожув        | Польща               | 1 – 1     | Данія                | товариський матч      | -    |          |
| 20/08/2008 | Копенгаген   | Данія                | 0 – 3     | Іспанія              | товариський матч      | -    |          |
| 06/09/2008 | Будапешт     | Угорщина             | 0 – 0     | Данія                | Відбір до ЧС 2010     | -    |          |
| 10/09/2008 | Лісабон      | Португалія           | 2 – 3     | Данія                | Відбір до ЧС 2010     | -    |          |
| 11/10/2008 | Копенгаген   | Данія                | 3 – 0     | Мальта               | Відбір до ЧС 2010     | -    |          |
| 19/11/2008 | Копенгаген   | Данія                | 0 – 1     | Уельс                | товариський матч      | -    |          |
| 14/06/2010 | Йоганнесбург | Нідерланди           | 2 – 0     | Данія                | ЧС 2010               | -    |          |
| 19/06/2010 | Преторія     | Данія                | 2 – 1     | Камерун              | ЧС 2010               | 1    |          |
| Усього     |              | Матчів               | 85        |                      | Голів                 | 17   |          |

## Титули і досягнення

### Командні
- Чемпіон Нідерландів (4):

ПСВ: 1996–97, 1999–00, 2000–01, 2002–03
- Володар Кубка Нідерландів (1):

«Аякс»: 2009–10
- Володар Суперкубка Нідерландів (4):

ПСВ: 2000, 2001, 2003
«Аякс»: 2007
- Чемпіон Греції (1):

«Олімпіакос»: 2010–11

### Особисті
- Найкращий данський футболіст року (1):

2010